# Демьяновка (Симферопольский район)
Демья́новка (ранее Ново-Демьяновка; укр. Дем'янівка, крымскотат. Demyanovka, Демьяновка) — село в Симферопольском районе Республики Крым. Село входит в состав Пожарского сельского поселения (согласно административно-территориальному делению Украины — Пожарского сельского совета Автономной Республики Крым).

## Население
| 2001 | 2014 |
| ---- | ---- |
| 441  | ↘382 |

Всеукраинская перепись 2001 года показала следующее распределение по носителям языка
| Язык             | Процент |
| ---------------- | ------- |
| русский          | 52,38   |
| крымскотатарский | 31,75   |
| украинский       | 14,06   |
| другие           | 0,68    |

### Динамика численности
- 1926 год — 61 чел.[10]
- 1989 год — 333 чел.[11]
- 2001 год — 441 чел.[12]
- 2009 год — 507 чел.[13]
- 2014 год — 382 чел.[14]

## Современное состояние
В Демьяновке 11 улиц и 1 переулок, площадь, занимаемая селом, 50,4 гектара, на которой в 113 дворах, по данным сельсовета на 2009 год, числилось 507 жителей, работает магазин Крымпотребсоюза.

## География
Село Демьяновка расположено на юго-западе района, в долине реки Западный Булганак в среднем течении, в пределах Внешней гряды Крымских гор, у границы с Бахчисарайским районом, высота центра над уровнем моря — 158 м. Транспортное сообщение осуществляется по региональной автодороге 35Н-512 Лекарственное — Демьяновка от шоссе 35К-011 Симферополь — Николаевка Расстояние до Симферополя примерно 18 километров, там же ближайшая железнодорожная станция Симферополь. Соседние сёла: в 1,5 км к западу Пожарское и, восточнее, в 4 км — Камышинка.

## История
Первое достоверное известие о селе относится к 1926 году, когда, согласно Списку населённых пунктов Крымской АССР по Всесоюзной переписи 17 декабря 1926 года, в селе Ново-Демьяновка, в составе упразднённого в 1935 году (в связи с передачей в новый Сакский район) Булганакского сельсовета Симферопольского района, числилось 11 дворов, все крестьянские, население составляло 61 человек, из них 34 русских, 22 украинца, 5 латышей.
После освобождения Крыма от фашистов в 1944 году, с 25 июня 1946 года Ново-Демьяновка в составе Крымской области РСФСР, а 26 апреля 1954 года Крымская область была передана из состава РСФСР в состав УССР. Время включения в состав Водновского сельсовета пока не установлено: на 15 июня 1960 года село, уже как Демьяновка, числилось в его составе. Указом Президиума Верховного Совета УССР «Об укрупнении сельских районов Крымской области», от 30 декабря 1962 года село присоединили к Бахчисарайскому району, а 1 января 1965 года, указом Президиума ВС УССР «О внесении изменений в административное районирование УССР — по Крымской области», включили в состав Симферопольского. В период с 1 января по 1 июня 1977 года центр сельсовета был перенесён в село Пожарское и село в Пожарском сельсовете. По данным переписи 1989 года в селе проживало 333 человека. С 12 февраля 1991 года село в восстановленной Крымской АССР, 26 февраля 1992 года переименованной в Автономную Республику Крым. С 21 марта 2014 года в составе Крыма аннексирована Россией.
В справочнике «Крымская область. Административно-территориальное деление на 1 января 1968 года» содержится утверждение, что в период с 1954 по 1968 год к Демьяновке присоединили Ново-Демьяновку, но других доказательств существования двух отдельных сёл пока не обнаружено.